# Арістіпп I (тиран Аргоса)
Арістіпп I (д/н — 252/251 до н. е.) — тиран Аргоса від 272 до 252/251 року до н. е. Походив з аристократичної родини. Встановив династію місцевих тиранів.

## Життєпис
Походив із заможної та знатної родини. Її представники мали значний вплив у місті, а також гарні стосунки з Афінською республікою. Предки Арістіппа у 300 році до н. е. надали значні послуги Афінам. Скориставшись цим Арістіпп вирішив захопити владу в Аргосі, віднявши її у тирана Арістея.
У 273—272 роках розгорнулася боротьба між прихильниками Арістіппа та Арістея. Останній запросив на допомогу Пірра, царя Епірського. Арістіпп вирішив спиратися на допомогу Антигона Гоната, який перед цим затвердився як цар Македонії. В результаті численних сутичок Пірр загинув в Аргосі, доля ж Арістея залишилась невідома — він або був вбитий, або втік з міста. З цього моменту — 272 року — Арістіпп став новим тираном Аргосу.
У своїх діях Арістіпп спирався на македонську військову потугу, тому не зважав на спротив громадян. Втім, за його правління він не був занадто сильним. При цьому за правління Арістіппа встановився деякий лад — юрба була придушена, аристократії забезпечені майнові (але не політичні) привілеї.
У 252 або 251 році, вмираючи, Арістіпп I передав владу синові Арістомахові.